# Pygocentrus palometa
Pygocentrus palometa är en fiskart som beskrevs av Valenciennes, 1850. Pygocentrus palometa ingår i släktet Pygocentrus och familjen Characidae. Inga underarter finns listade i Catalogue of Life.